# Peter H. Hunt
Peter Huls Hunt (Pasadena, 19 dicembre 1938 – Los Angeles, 26 aprile 2020) è stato un regista statunitense.

## Biografia
Divenne noto soprattutto per i film 1776 (1972), per cui ebbe la candidatura al Golden Globe per il miglior film commedia o musicale, e per Give 'em Hell, Harry! (1975). Precedentemente aveva già diretto 1776 a Broadway, vincendo il Tony Award alla miglior regia di un musical.

## Filmografia

### Cinema
- 1776 (1972)
- Give 'em Hell, Harry! (1975)
- Bully: An Adventure with Teddy Roosevelt (1978)

### Televisione
- The Karen Valentine Show (1973)
- La costola di Adamo (Adam's Rib) – serie TV, 10 episodi (1973)
- Hello Mother, Goodbye! – film TV (1974)
- Le rocambolesche avventure di Robin Hood contro l'odioso sceriffo (When Things Were Rotten) – serie TV, 4 episodi (1975)
- Ellery Queen – serie TV, 3 episodi (1975-1976)
- Ivan the Terrible – serie TV, 3 episodi (1976)
- Quark – serie TV, 1 episodio (1977)
- Mixed Nuts – film TV (1977)
- Lucan – serie TV, 1 episodio (1977)
- Ti odio mamma (When She Was Bad...) – film TV (1979)
- Great Performances – serie TV, 1 episodio (1980)
- The Private History of a Campaign That Failed – film TV (1981)
- Nuts and Bolts – film TV (1981)
- Standing Room Only – serie TV, 1 episodio (1981)
- Bus Stop – film TV (1982)
- The Mysterious Stranger – film TV (1982)
- Skeezer – film TV (1982)
- Tucker's Witch – serie TV, 2 episodi (1982-1983)
- L'uomo di Singapore (Bring 'Em Back Alive) – serie TV, 2 episodi (1983)
- Sawyer and Finn – film TV (1983)
- Masquerade – serie TV, 1 episodio (1983)
- The Parade – film TV (1984)
- Sins of the Past – film TV (1984)
- Un detective dal Paradiso (It Came Upon the Midnight Clear) – film TV (1984)
- Stir Crazy – serie TV (1985-1986)
- Charley Hannah – film TV (1986)
- Mr. and Mrs. Ryan – film TV (1986)
- Adventures of Huckleberry Finn – miniserie TV (1986)
- Il mago (The Wizard) – serie TV, 10 episodi (1986-1987)
- The Innocents Abroad – film TV (1987)
- Una detective in gamba (Leg Work) – serie TV, 2 episodi (1987)
- I Married Dora – serie TV, 6 episodi (1987-1988)
- CBS Summer Playhouse – serie TV, 2 episodi (1987-1988)
- Baywatch – serie TV, 2 episodi (1989, 1996)
- Grand – serie TV, 13 episodi (1990)
- Il segreto (Secrets) – film TV (1992)
- The Streets of Beverly Hills – film TV (1992)
- Sworn to Vengeance – film TV (1993)
- Hawaii missione speciale (One West Waikiki) – serie TV, 6 episodi (1995-1996)
- Il tocco di un angelo (Touched by an Angel) – serie TV, 37 episodi (1996-2003)
- Terra promessa (Promised Land) – serie TV, 1 episodio (1999)

## Teatro

### Musical
- 1776 (1969)
- Georgy (1970)
- Goodtime Charley (1975)
- The Scarlet Pimpernel (1997)

### Prosa
- Scratch, di Archibald MacLeish (1971)
- Bully, di Jerome Alden (1977)